# Всероссийский научно-исследовательский институт виноградарства и виноделия имени Я. И. Потапенко
Всероссийский научно-исследовательский институт виноградарства и виноделия имени Я. И. Потапенко — научно-исследовательское и учебное учреждение, основными задачами которого являются: проведение фундаментальных и прикладных научных исследований, опытно-конструкторских работ, внедрение достижений науки и передового опыта, направленных на получение новых знаний в сфере виноградарства и виноделия, способствующих технологическому, экономическому и социальному развитию агропромышленного комплекса.
Адрес: 346421, Ростовская область, город Новочеркасск, проспект Баклановский, 166.

## История
Институт является правопреемником Научно-исследовательского института виноградарства и виноделия РСФСР, созданного в соответствии с постановлением Совета Народных Комиссаров СССР от 11 марта 1936 года № 203 и распоряжением Народного Комиссариата земледелия СССР от 22 марта 1936 года № 72 на базе существовавшей с 1915 года «Лаборатории виноделия и сельского хозяйства».
25 ноября 1975 года Постановлением Совета министров СССР № 612 институту было присвоено имя Якова Ивановича Потапенко — советского учёного в области агробиологии, селекции и агротехники.
На основании Указа Президента РФ от 30 января 1992 года № 84 на базе Российской академии сельскохозяйственных наук и Всесоюзной академии сельскохозяйственных наук создана единая Российская академия сельскохозяйственных наук, в ведение которой был передан институт.
В 2009 году он был переименован в Государственное научное учреждение Всероссийский научно-исследовательский институт виноградарства и виноделия имени Я. И. Потапенко Российской академии сельскохозяйственных наук. В 2013 году распоряжением Правительства Российской Федерации институт был передан в ведение Федерального агентства научных организаций (ФАНО) России и переименован в Федеральное государственное бюджетное научное учреждение «Всероссийский научно — исследовательский институт виноградарства и виноделия имени Я. И. Потапенко» (приказ ФАНО от 29.07.2014 года № 368).

## Деятельность
Институт принимает участие в разработке закона о развитии виноградарства и виноделия в Российской Федерации. Проводит работу по созданию Федерального реестра виноградных насаждений Ростовской области. Ежегодно в госсортоиспытание он передает 2—5 новых сортов винограда, которые возделываются на площади 1500 га в 20 субъектах РФ, а также на Украине и в Молдавии.
Также институт принимает участие в разработке закона о развитии виноградарства и виноделия в Российской Федерации, проводит работу по созданию Федерального реестра виноградных насаждений Ростовской области.
ВНИИВиВ участвует в российских выставках винограда, на которых его сорта завоевали золотые и серебряные медали; элитные вина института также были удостоены золотых и серебряных наград.
В институте получено 234 патента и авторских свидетельств. С 1945 года в нём работает аспирантура. Основной фонд библиотеки, основанной в 1936 году, насчитывает около 100 тыс. экземпляров книг и журналов; картотека работ сотрудников института ведется с 1930 года, выполняются работы по оцифровке каталога научно-технического фонда библиотеки.
С 1972 года здесь работает Музей истории виноградарства и виноделия, в котором представлены экспонаты и стенды, посвященные появлению культуры винограда на Дону (VIII—X века) в период господства Хазарского каганата, а также современная экспозиция.
В последние годы во ВНИИВиВ проводится региональная выставка «ВИНОГРАД БЕЗ ГРАНИЦ», которая в 2017 году состоялась в восьмой раз.

Выставка 2017 года
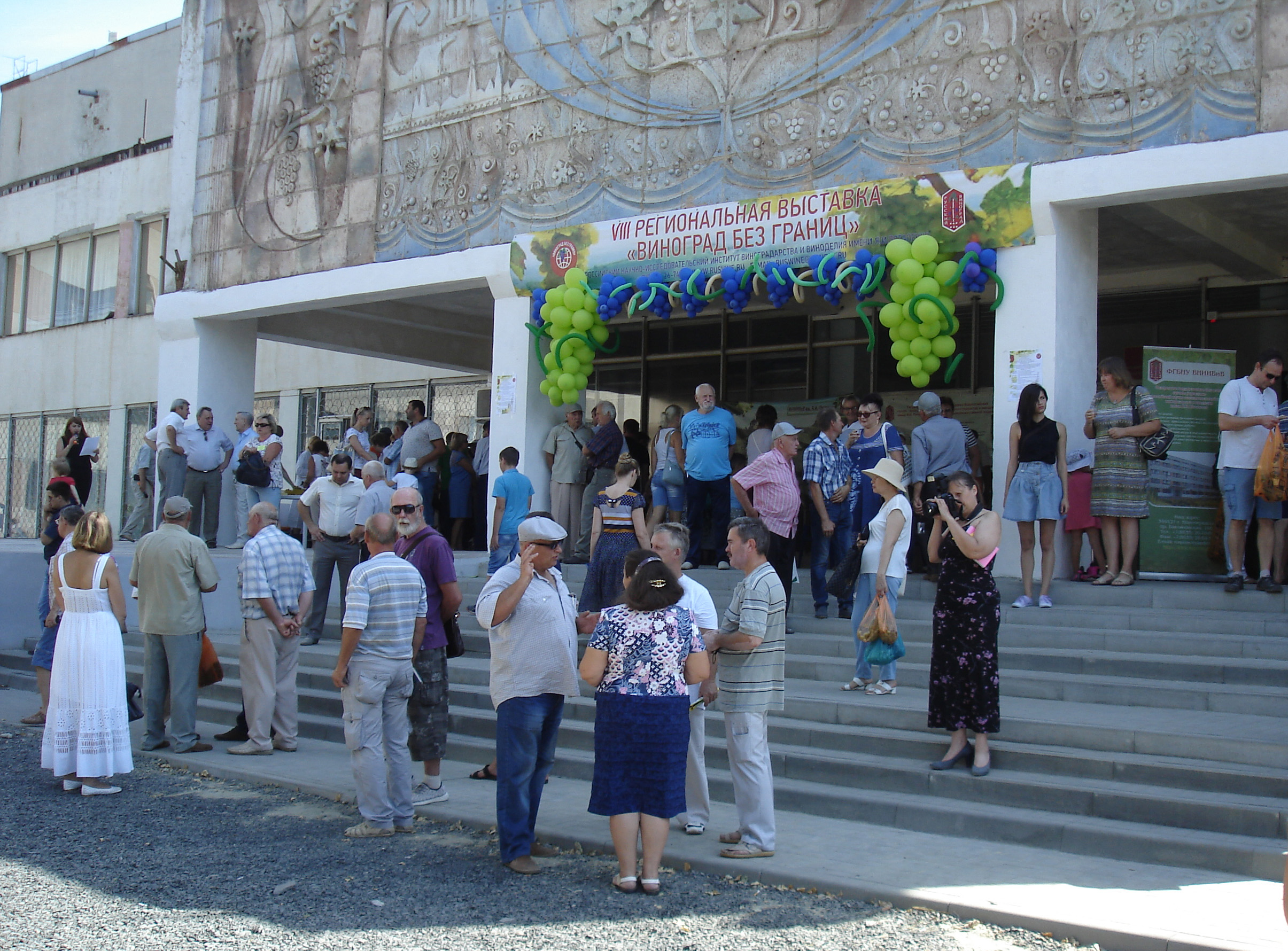
Открытие выставки
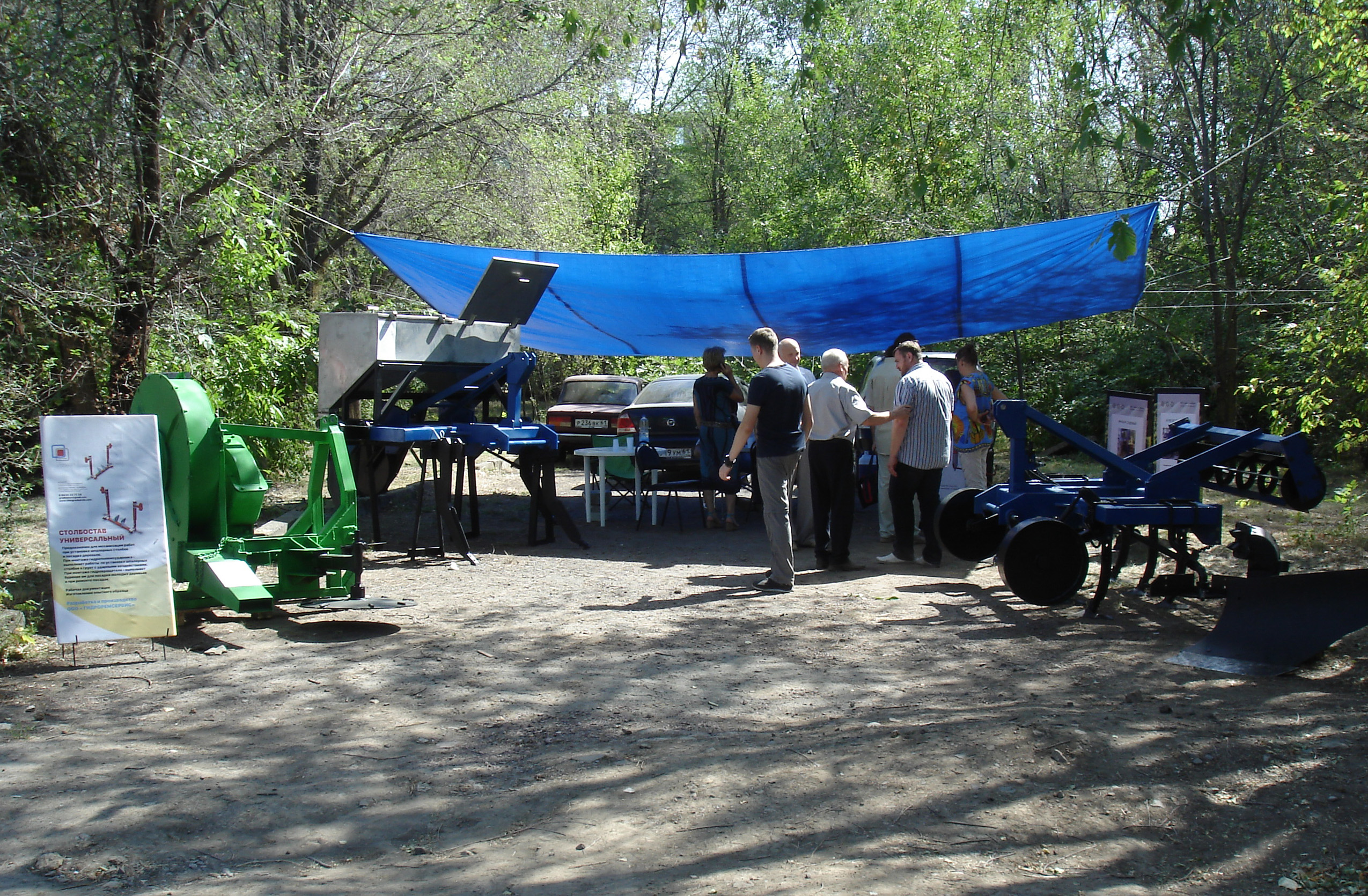
Стенд производителей с/х оборудования
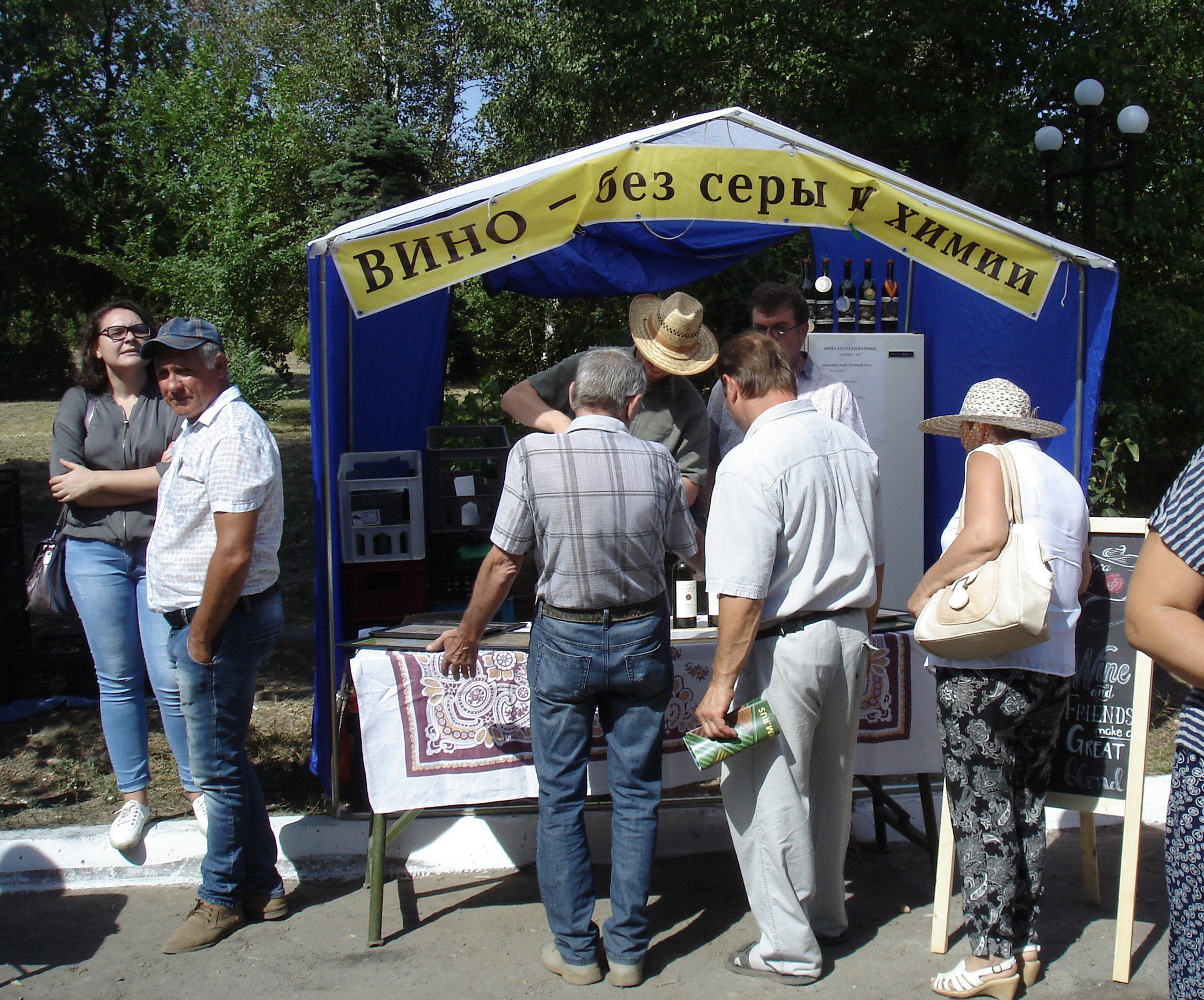
Стенд виноделов
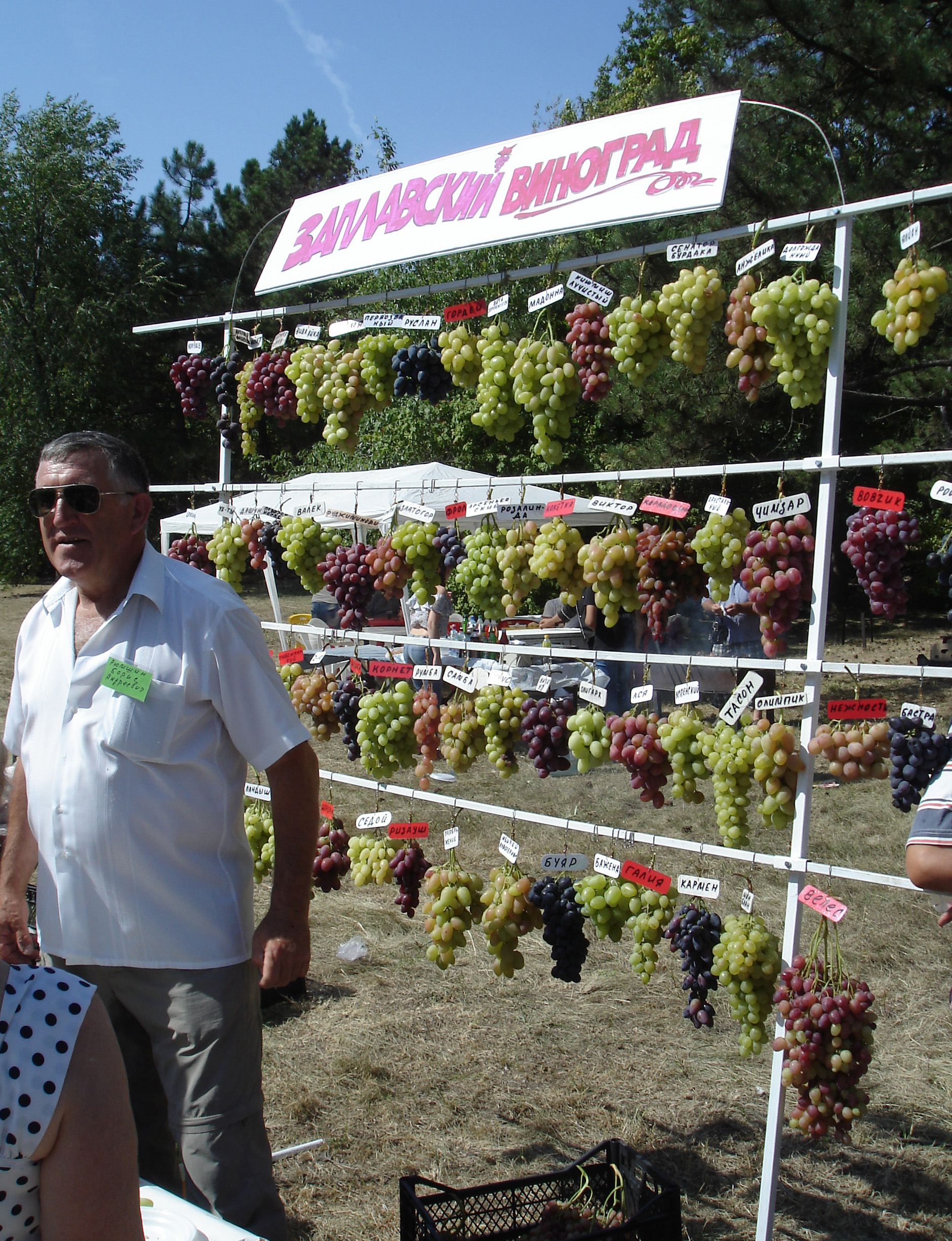
Стенд виноградарей